# 小泉明 (経済学者)
小泉 明（こいずみ あきら、1913年2月10日 - 1977年2月8日）は、日本の経済学者。ケインズ経済学を専攻、国際金融論。第7代一橋大学学長。経済学博士。正三位勲二等旭日重光章。

## 来歴
神奈川県横浜市出身。1938年東京商科大学（現一橋大学）を卒業。山口茂ゼミ出身。三洋証券社長の土屋陽三郎、新日本証券社長の鷹尾寛、東京銀行頭取の横山宗一、鹿島建設副会長の原明太郎、マツダ会長の岩沢正二、丸井今井社長の今井道雄、日東製網社長の小林政夫、三井不動産社長の坪井東らとともに大学の同期会を結成。
大学卒業後第一生命保険に入社するが、1940年に同社を退職し東京商科大学助手に就任。同助教授を経て、戦後一橋大学商学部助教授、58年教授に昇格。62年「管理通貨の研究」で経済学博士。66年商学部長併任、71年一橋大学附属図書館長併任。1975年学長。
指導学生に吉野昌甫（一橋大学名誉教授）、村本孜（成城大学名誉教授）、稲垣寛（元東京都立大学 (1949-2011)教授）など。
1976年12月、風邪をこじらせた際に人間ドックも兼ねて神奈川県川崎市の聖マリアンナ医科大学病院に入院。しかし容態は回復せずに1977年2月8日、呼吸器不全のため同病院で死去。63歳。従七位から同日付で従三位勲二等旭日重光章、正三位。

## 著書
- ケインズ「一般理論」 春秋社 1948 (春秋社経済学選書)

## 共編著
- 近代経済学辞典 山田雄三,篠原三代平共編 春秋社 1954
- 近代経済学基本用語辞典 久武雅夫共編著 春秋社 1956
- 交換方程式と現金残高方程式 高橋泰蔵共著 勁草書房 1958 (経済分析全書)
- マネー・フロー その理論と応用 至誠堂 1960 (経済教室)
- きょうの経済学 紅林茂夫共著 日本放送出版協会 1964 (NHKブックス)
- 日本経済大系 篠原三代平共編 青林書院新社 1964-65
- 近代経済学用語辞典 久武雅夫,長沢惟恭共編 広文社 1967
- 金融論講義 青林書院新社 1967 (青林講義シリーズ)
- 日本経済を見る眼 宮崎義一共編 東洋経済新報社 1967
- 国際経済論講義 相原光共編 青林書院新社 1968 (青林講義シリーズ)
- 金融論の基本問題 長沢惟恭共編 東洋経済新報社 1969
- ケインズ一般理論研究 第1-3 宮沢健一共編 筑摩書房 1970
- 円の実力 館龍一郎共編 日本放送出版協会 1970
- ケインズ経済学講義 青林書院新社 1970 (青林講義シリーズ)
- 体系金融実務事典 堀内仁共編 青林書院新社 1971
- 商学講義 地田知平共編 青林書院新社 1973 (青林講義シリーズ)
- 金融概論 花輪俊哉共編 春秋社 1979.2

## 翻訳
- マクロ経済学入門 S.ブルーマン 赤松弘之共訳 勁草書房 1967

## 参考
- 日本人名大辞典